# Ric Roman Waugh
Ric Roman Waugh (Los Angeles, 20 febbraio 1968) è un regista, sceneggiatore, produttore cinematografico ed ex stuntman statunitense.

## Carriera
Waugh ha lavorato come stuntman durante gli anni '80 e '90 in film come I nuovi eroi, L'ultimo dei Mohicani, Last Action Hero, Hard Target, Il corvo - The Crow, Fuori in 60 secondi, Lethal Weapon 2, Days of Thunder e The One. Ha anche lavorato come attore, in Poliziotto in blue jeans.
Il suo primo film da regista è stato The Specialist, con James Caan e Matthew Modine. In seguito ha diretto Felon - Il colpevole con Val Kilmer, Snitch - L'infiltrato con l'attore Dwayne Johnson ed era in trattative per dirigere il film catastrofico Deepwater - Inferno sull'oceano nel 2012, prima che si verificassero dei cambiamenti nel processo di sviluppo del film. Nel 2019, Waugh ha diretto il terzo capitolo della serie di film Attacco al potere, intitolato Attacco al potere 3 - Angel Has Fallen.
Ha diretto anche il film Greenland uscito a dicembre 2020.

## Filmografia

### Regista
- The Specialist (In the Shadows) (2001)
- Felon - Il colpevole (Felon) (2008)
- Snitch - L'infiltrato (Snitch) (2013)
- That Which I Love Destroys Me - documentario (2015)
- La fratellanza (Shot Caller) (2017)
- Attacco al potere 3 - Angel Has Fallen (Angel Has Fallen) (2019)
- Greenland (2020)
- Operazione Kandahar (Kandahar) (2023)

### Sceneggiatore
- The Specialist (In the Shadows), regia di Ric Roman Waugh (2001)
- Felon - Il colpevole (Felon), regia di Ric Roman Waugh (2008)
- Snitch - L'infiltrato (Snitch), regia di Ric Roman Waugh (2013)
- La fratellanza (Shot Caller), regia di Ric Roman Waugh (2017)
- Attacco al potere 3 - Angel Has Fallen (Angel Has Fallen), regia di Ric Roman Waugh (2019)

### Produttore
- That Which I Love Destroys Me - documentario (2015)
- La fratellanza (Shot Caller), regia di Ric Roman Waugh (2017)

### Attore
- Sposati... con figli - serie TV (1990)
- Poliziotto in blue jeans, regia di Bruce A. Evans (1992)